# Operation Collie
1941

Versenkung der Force Z 
1942

C –
Ironclad 
1944

Diplomat –
Cockpit –
Transom –
Councillor –
Pedal –
Crimson –
Banquet –
Light –
Millet –
Outflank –

ab 22. Nov. als British Pacific Fleet Robson 
1945

Lentil –
Meridian –
Suffice –
Stacey –
Transport –
Onboard –
Penzance –
Passbook –
Sunfish –
Bishop –
Dukedom –
Mitre –
Irregular –
Balsam –
Bedlam Green –
Collie –
Livery –
Jurist –
Tiderace
Die Operation Collie war eine Unternehmung der britischen Eastern Fleet (East Indies Station) unter dem Kommando von Vizeadmiral Sir Arthur Power während des Pazifikkriegs im Zweiten Weltkrieg.
Das Ziel der Operation waren Bombenangriffe auf japanische Kriegsschiffe, die von Flugzeugträgern unter dem Kommando von Konteradmiral Wilfrid Rupert Patterson, dem Kommandanten des 5. Kreuzergeschwaders, ausgeführt wurden. Weiterhin sollten Einrichtungen auf der von Japan besetzten Inselgruppe der Nikobaren, nördlich von Sumatra, angegriffen werden, speziell auf den Inseln Car Nicobar und Nancowry.
Sekundär sollten die Schiffe auch Deckung für Minenräumoperationen durch die Schiffe der 6. Minenräumflottille von Commander D. L. Johnson bieten, die vor einer möglichen Invasion an der Nordwestküste der Malaiischen Halbinsel (Operation Zipper) Seeminen aus den Gewässern zwischen der Inselgruppe der Nikobaren und der Insel Phuket vor der Südwestküste Thailands räumen mussten;
Luftangriffe von den Flugzeugträgern auf die japanischen Flugplätze in Kota Raja und Lhoknga im nördlichen Teil Sumatras waren ebenfalls durchzuführen.
Für die Operation Collie wurde die Force 61 aufgestellt. Dazu gehörten die Geleitträger Ameer und Emperor, der Leichte Kreuzer Nigeria und die Zerstörer Eskimo, Roebuck und Vigilant. Die Minensuchboote Lennox, Gozo, Lightfoot, Melita, Pelorus, Persian, Postillion, und die Bojenleger Immersay und Lingay zur Navigationsunterstützung bildeten Johnsons Force 62.

## Operationsdurchführung
Die Schiffe stachen am 2. Juli morgens von Trincomalee auf Ceylon in See und setzten Kurs auf Car Nicobar. Auf dem Weg wurden die Zerstörer und Minensuchboote von den Trägern während der Fahrt bei Bedarf betankt.
Die Operation startete am 5. Juli 1945 mit Luftangriffen gegen Ziele auf Car Nicobar und Nancowry. Dabei kam es auf den Geleitträgern zu einigen Zwischenfällen. Ein Pilot der Staffel 896 wurde getötet, als seine Hellcat während eines Starts von der Ameer im Morgengrauen nach Steuerbord abdriftete, das Flugzeug über die Seite ging und sofort versank. Eine weitere Maschine krachte etwas später bei der Landung in die Insel. Am nächsten Tag konnte sich ein Pilot nur durch einen Ausstieg retten, als er im Tiefflug durch Bäume flog und die Flugzeugzelle beschädigte. Weitere Bruchlandungen ereigneten sich am 8. Juli auf der Ameer und Emperor, so dass einige Flugzeuge ausfielen. Insgesamt kamen dabei zwei Piloten ums Leben.

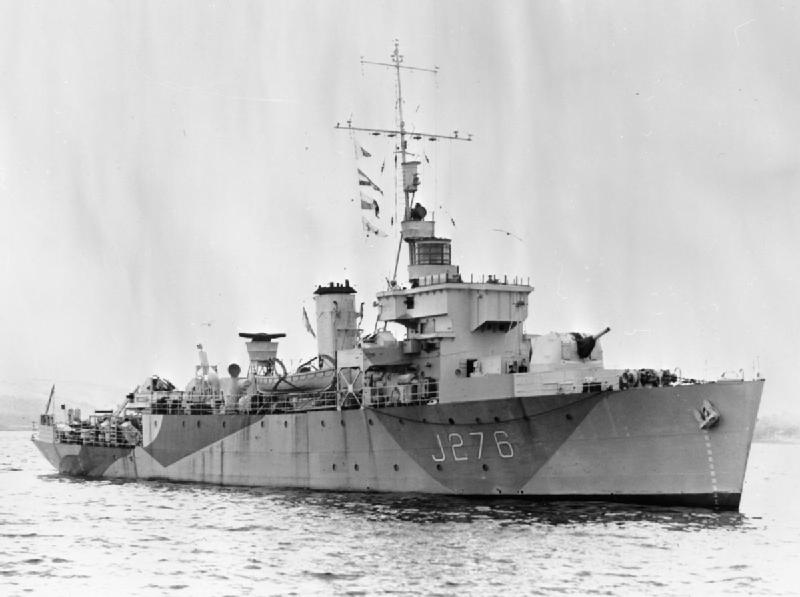
Der Minensucher Lennox

Die Minensuchboote operierten vom 5. bis einschließlich 10. Juli täglich vor Car Nicobar. Insgesamt wurden 167 festgemachte Seeminen geräumt, die alle im Osten der Insel vorgefunden wurden. Die Minensuchboote wurden von der Nigeria und den Zerstörern während ihrer Aktionen gedeckt. Dazu wurden japanische Geschützstellungen und Gelegenheitsziele auf der Insel bombardiert. Hellcats von den Geleitträgern setzten Radarstationen außer Betrieb und beschossen alle in der Gegend befindlichen Fahrzeuge auf See. Weitere Angriffe wurden gegen Nancowry geflogen. In der Gegend von Naval Point wurden Brände und Explosionen beobachtet und zwei Küstenmotorschiffe wurden in Brand gelassen.
Die einzige Reaktion der Japaner war ein sehr gezieltes Flakfeuer. Vier Flugzeuge wurden abgeschossen, aber alle Piloten konnten an der Küste gerettet werden; einer von einem Walrus-Flugzeug, das von der Emperor gestartet war und die anderen drei von Zerstörern.

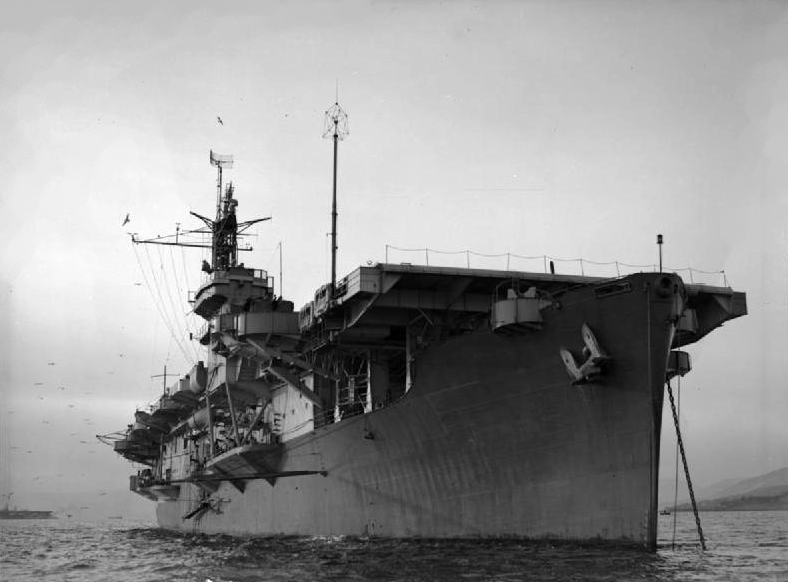
Der Geleitträger Emperor

Weitere Luftangriffe wurden am 11. Juli von der Ameer und der Emperor gestartet. Insgesamt befanden sich dazu 24 Flugzeuge in der Luft. Es wurden Flugplätze in Kota Raja und Lhoknga im Nordwesten Sumatras angegriffen. Auf keinem dieser Flugplätze konnten japanische Flugzeuge gesichtet werden, aber die Landebahnen und Gebäude wurden bombardiert und beschossen. Eine Hellcat wurde vom Flakfeuer getroffen und stürzte ins Meer. Der Pilot wurde vom Zerstörer Vigilant aufgenommen. Ein einzelnes, sich näherndes japanisches Flugzeug wurde abgeschossen.
Es ist erwähnenswert, dass die Berichte über die britischen Verluste bei den Kämpfen unterschiedlich sind. So gibt eine Quelle sechs Flugzeugverluste an, drei davon durch japanische Aktionen, zusammen mit zwei getöteten Piloten. Eine andere räumt ein, dass sieben Flugzeuge verloren gingen, aber keine Piloten getötet wurden.
Die Force 61 zog sich nach dem Abschluss der Operation zurück und erreichte Trincomalee am 14. Juli.